# Y Ddraig Goch

De Rode Draak op de vlag van Wales

Y Ddraig Goch (Welsh voor De Rode Draak) staat op de nationale vlag van Wales, en is verreweg de bekendste draak in Groot-Brittannië. Er zijn verschillende legenden over Y Ddraig Goch.
Een verhaal vertelt over Lludd en Llevelys. In dit verhaal vecht de rode draak met de witte. Het gebrul dat beide draken uitstoten als ze door de ander geraakt worden zorgt ervoor dat de melk van de koeien zuur wordt, planten verdorren en vrouwen miskramen krijgen. Lludd, de koning van Engeland in die tijd, gaat naar zijn broer Llevelys, die in Frankrijk woont. Llevelys vertelt hem dat hij een geslacht varken met bier moet vullen en in het hart van Brittannië moet begraven. De draak eet het varken op, krijgt het bier binnen en valt in slaap. Nu kan Lludd de draak gevangennemen zonder zelf gevaar te lopen.
Volgens een ander verhaal, opgetekend in de Historia Brittonum, heersten de draken vroeger over het gebied 'Dinas Emrys', tot koning Vortigern kwam. Hij wilde een kasteel bouwen op een strategisch gelegen heuvel, maar iedere nacht vielen de pasgebouwde muren om. Vortigerns raadgevers vertelden hem dat hij een jongen zonder vader moet slachten om dit te voorkomen, dus zond Vortigern zijn mannen om deze te zoeken. Zij kwamen terug met Merlijn, die zijn eigen offer voorkwam door te vertellen dat er twee draken onder de heuvel huisden, een rode en een witte, die elke nacht met elkaar vochten. Toen Vortigern de heuvel liet afgraven, bleek Merlijns gelijk.
Die nacht volgde iedereen het hevige schouwspel en uiteindelijk kwam de rode draak als winnaar uit de strijd. Merlijn vertelde de koning dat de witte draak de Saksen symboliseerde en de rode de mensen van Vortigern. Nu de muren van de nieuwe stad niet meer om vielen, zouden deze laatste mensen Wales hebben gesticht.

## De rode draak inHistoria Brittonum

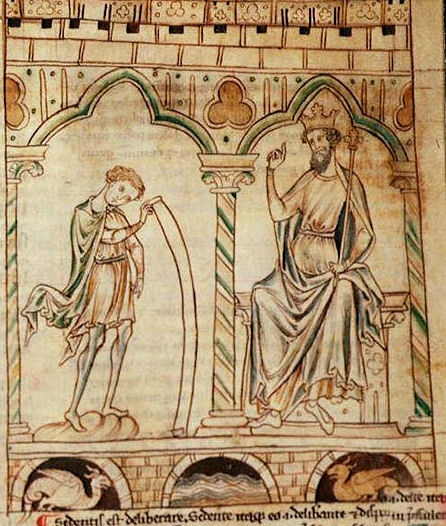
Merlijn vertelt de voorspelling aan Vortigern, Geoffrey of Monmouth, Prophetiae Merlini, 1250-1270

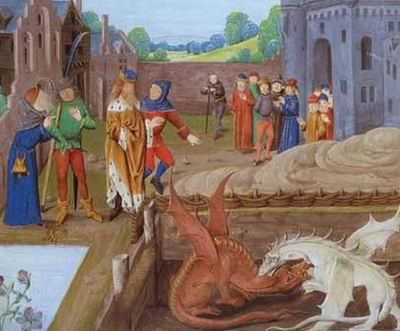
Illustratie bij een episode in Geoffrey of Monmouth's Historia regum Britanniae, 15e eeuw

In het 9e-eeuwse Historia Brittonum vertelt Nennius het verhaal van koning Vortigern en de rode en witte draak.
Eeuwen geleden regeerde koning Vortigern van de Britten over Brittannië. De Angelsaksen vallen Brittannië binnen en de meeste prinsen worden door de Saksen vermoord. Vortigern kan ontkomen en vlucht naar de grijze kale bergen van Noord-Wales en roept de druïden, zijn raadgevers, bijeen. Ze adviseren hem om hem een toren te bouwen, daarin zal hij veilig zijn. Ze vinden een plek in de bergen, Snowdonia, en de sterke toren wordt gebouwd. Maar de volgende dag is de hele constructie verdwenen. Vortigern vraagt de magiërs om hulp en zij raadplegen het orakel. Er wordt een jongen gezocht die nooit een vader had en zijn bloed moet met het cement vermengd worden en over de toren worden gesprenkeld.
De boodschappers van Vortigern zoeken de jongen en in Carmarthen zien ze jongens ruziemaken. Ze horen hoe een jongen vertelt de zoon van een prins te zijn en hij vindt de andere jongen, zonder vader, niets waard. De mannen horen dat de jongen de zoon van de dochter van de prins van Dyfed is. Zij woont als non in het klooster. Ze nemen Merlijn en zijn moeder mee naar de koning en de moeder vertelt ooit gekust te zijn door een mooie jongeman. Ze werd zwanger en baarde de jongen, zonder ooit gemeenschap te hebben gehad.
De koning laat Maugantiu roepen, het hoofd van de magiërs en druïden, en vraagt of de waarheid wordt verteld. Maugantiu vertelt dat er inderdaad kinderen zijn ontstaan op deze manier en Merlijn wil dan weten waarom ze gehaald zijn. De koning vertelt dat ze met zijn bloed de toren willen bouwen, maar Merlijn laat dan de tovenaars van de koning komen. Hij vraagt of de tovenaars weten waarom de toren niet blijft staan en of ze weten wat onder de fundamenten ligt.
Merlijn zegt dan tegen de koning dat hij zijn arbeiders de grond onder de toren omhoog moet laten halen. Ze zullen een vijver vinden, die de bouw van elk bouwsel zal keren. Ze vinden inderdaad de vijver die de bodem zacht maakt en Merlijn vraagt de druïden of ze weten wat er in het water zit. Dit weten ze niet en Merlijn laat de koning de vijver dempen, waarna twee holle stenen gevonden worden. In de holle stenen slapen twee draken, een rode en een witte. De druïden weten niets van de draken en deze worden wakker en beginnen te vechten.
De draken verdwijnen uit het zicht en Merlijn vertelt dat de rode draak staat voor koning Vortigern, de draak van de Britten. De witte draak is van de Saksen die vele Britse provincies bezet houden. De volkeren vechten voortdurend met elkaar en de koning moet een andere plek vinden voor zijn kasteel, hier zal het nooit blijven staan. De jongen wordt niet ter dood gebracht. Hij wordt de voornaamste aller tovenaars, Merlijn Ambrosius of Myrddin Emrys geheten. Hij wordt de raadgever van koning Arthur en de mysterieuze plek waar de toren zou worden gebouwd, Dimas Emrys, is naar hem genoemd. De rode draak is het symbool voor Wales gebleven, tot op de dag van vandaag.

De Rode Draak
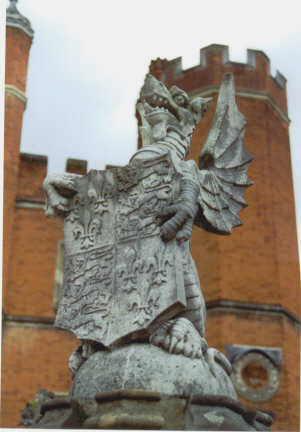
Y Ddraig Goch bij Hampton Court